# Foi musulmane
Dans l'Islam, Al-Îmâne (arabe : إيمان) signifie littéralement : « foi ». Elle est à la base de l'islam.

## Étymologie
Dérivé nominal de la racine 'mn signifiant « être en sécurité », le terme Al-Îmâne signifie « foi ». Le participe associé se trouve dans le Coran pour évoquer à la fois les adeptes de Mohammed  mais aussi Dieu lui-même.
Le sens coranique est associé à l'idée de « « foi mutuelle » que se sont jurée des « affidés » sous la garantie de Dieu. » Le terme signifie la confession et l'acceptation « de cœur » de la prédication de Mohammed . L'antonyme de mum'in (« croyant ») est kafir (« infidèle », « ingrat »).

## Définition
Marie-Thérése Urvoy décrit la foi musulmane par des négations. Elle n'est ni recherche de la connaissance de Dieu, ni la participation à la vie divine. « Pour la plupart des musulmans, la foi demeure en un paradis concret largement décrit par le Coran, l'essence du bonheur n'étant pas la vision habituelle de Dieu. »
Pour Louis Gardet, la foi musulmane n'est pas une adhésion à une vérité mais avant tout un témoignage.

## Histoire
La question de la foi musulmane « est née dès l’avènement de la dynastie omeyyade dont la vie non conforme aux prescriptions coraniques a amené les musulmans à se demander si on pouvait les considérer comme de vrais « croyants ». » Cette foi implique, pour les musulmans, la pratique de l'islam et des œuvres prescrites. Selon les courants de l'islam, l'association entre la foi, la pratique (et les vertus pour le soufisme) peuvent s'agencer différemment.

## Les sixaxiomesde la foi

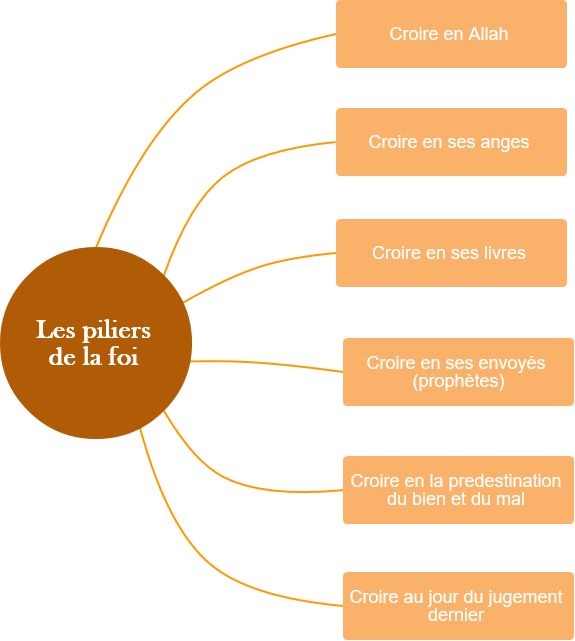

Selon Ibn Hanbal « la foi consiste en paroles, œuvres, intention droite (niyya) et attachement à la sunna ». Cependant, la foi peut être différente selon certaines écoles, mais les principaux points vont être de croire par la langue et d'y adhérer par le cœur. Des discussions ont eu lieu parmi les musulmans afin de distinguer les croyances obligatoires pour être considéré comme musulman et celles qui ne le sont pas. Deux versets du Coran (v.6 S.60 et v.285 S.2) permettent de les définir. Ainsi, selon la Sourate 2, « le prophète croit en ce que le Seigneur lui a envoyé. Les fidèles croient en Dieu, à ses anges, à ses livres et à ses envoyés,. » Plusieurs hadiths appuient la définition de la foi musulmane en six axiomes :
- Croire en l'existence et l'unicité de Dieu (Allah).
- Croire en l'existence des anges.
- Croire en l'existence des prophètes : Mahomet étant le dernier d'entre eux, Jésus l'avant-dernier, et Moïse, David, Salomon, Abraham, Noé et beaucoup d’autres furent envoyés avant eux à leurs peuples.
- Croire en l'existence de livres envoyés sur Terre dont Dieu est l’auteur : le Coran étant le dernier d’entre eux (révélé à Mohammed), l’Evangile l’avant-dernier (révélé a Jésus) et la Torah fût révélée à Moïse.
- Croire en l'existence du Jour du jugement dernier : en ce jour, l'humanité sera divisée en deux groupes : celui du Paradis et celui de l'Enfer. Ces groupes sont eux-mêmes formés de sous-groupes (de mérite/démérite).
- Croire en l'existence du destin, qu'il implique un bien ou un mal.

## L'attestation de foi

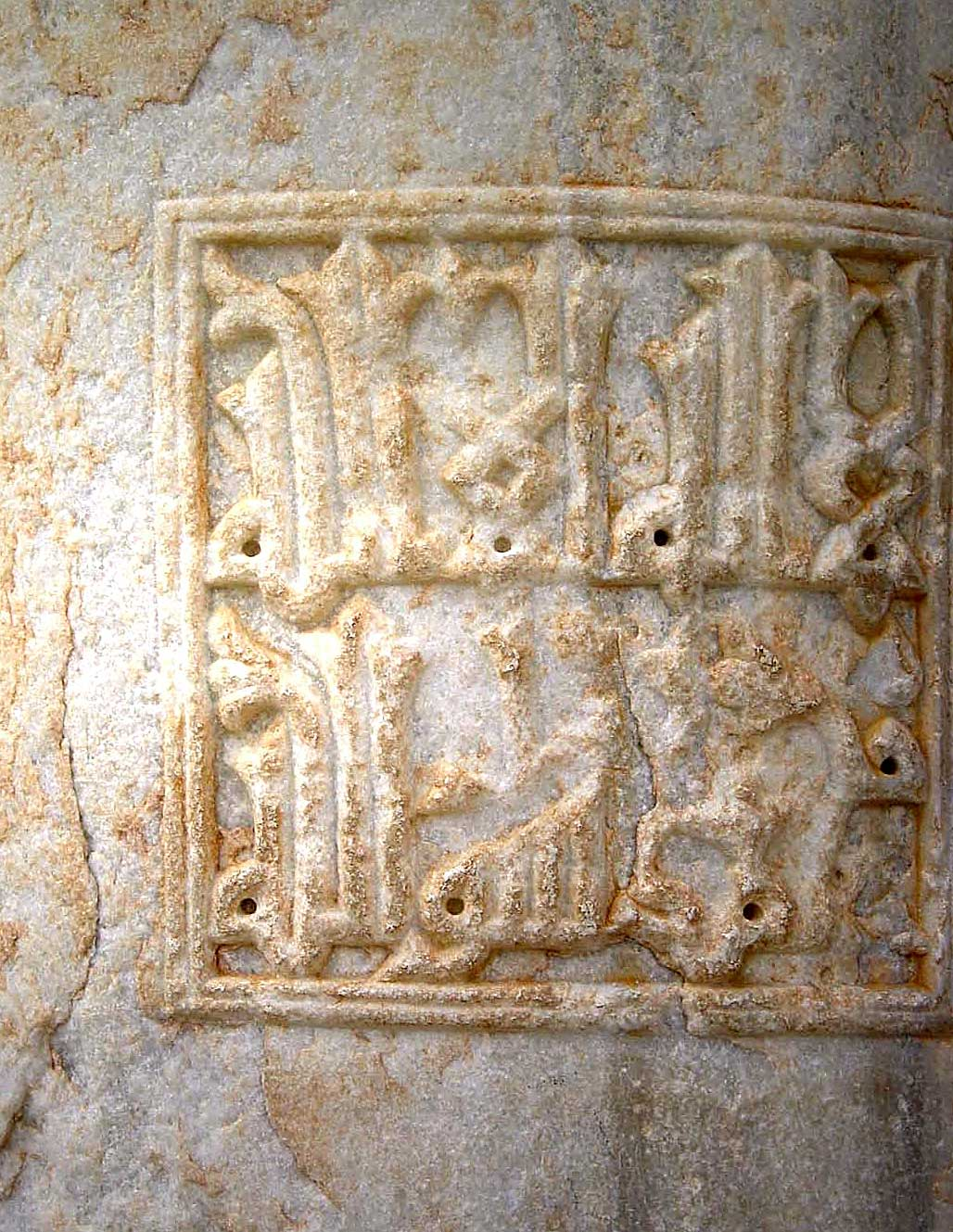
Profession de foi musulmane gravée sur le fût d'une colonne ancienne dans la grande mosquée de Kairouan, Tunisie

L'attestation de la foi (Chahada) est le premier pilier de l'islam. Elle consiste à nier toute divinité existante en dehors de Dieu qui serait donc le seul Maître Créateur et la seule vraie Divinité, ainsi que de reconnaître Mahomet en tant que « messager » de Dieu. On prononce alors la formule suivante :
« J'atteste qu'il n'y a de divinité (ﺇﻠﻪ) qu'Allah (ﺍﻟﻠﻪ) (Dieu), et que Muhammad (Mahomet) est son messager ».

## Interprétations contemporaines
Le concept de foi (îmâne) a fait l’objet d’interprétations diverses à travers les siècles, notamment à l’ère moderne. Ces approches reflètent les efforts de contextualisation de la foi musulmane face aux défis contemporains tels que la mondialisation, le pluralisme religieux et les transformations sociales.

### Foi et rationalité
De nombreux penseurs contemporains, comme Muhammad Abduh et Rashid Rida, ont cherché à concilier la foi avec la rationalité. Ils mettent l'accent sur la compatibilité entre la foi islamique et la raison humaine, affirmant que l’adhésion à l’îmâne découle d’un examen intellectuel des preuves de l’existence de Dieu et de la véracité du message prophétique.

### Foi et spiritualité
Dans la tradition soufie, la foi est perçue comme une relation intérieure et dynamique entre l’individu et Dieu. Des figures comme Rumi ou Ibn Arabi ont exploré l’idée d’une foi transcendant les pratiques rituelles, mettant en avant la purification de l’âme et la quête de l’amour divin comme la plus haute expression de l’îmâne.

### Foi et société
Des penseurs modernes tels que Tariq Ramadan insistent sur la dimension sociale de la foi musulmane. Selon cette vision, la foi ne se limite pas à une conviction personnelle mais implique également un engagement actif pour la justice, l’éthique et la coexistence pacifique dans des sociétés multiculturelles.